# Protocidade
Uma protocidade é uma grande aldeia ou cidade do Neolítica como Jericó e Çatalhöyük, e também qualquer assentamento pré-histórico que tenha características rurais e urbanas. Uma proto-cidade se distingue de uma cidade verdadeira na medida em que falta planejamento e regras centralizadas. Por exemplo, Jericó evidentemente tinha um sistema de classes, mas nenhuma estrada, enquanto Çatalhöyük aparentemente não tinha estratificação social. Isto é o que os distingue das primeiras cidades-estado das primeiras cidades da Mesopotâmia no 4º milênio a.C.
O Egito pré-histórico e o período de al-Ubaid da Suméria mostravam o que alguns podem chamar de proto-cidades. A ruptura destes assentamentos e assentamentos urbanos é o surgimento de Eridu, a primeira cidade suméria, no período de Uruque por volta de 4000 aC. Um exemplo europeu disso seria a  cultura de Cucuteni da Europa Oriental e norte do Mar Negro, e que remonta ao quarto milênio a.C.